# Plus x award
Plus x award (o també +x) és un premi per a la innovació tecnològica, els esports i els estils de vida. Es va crear l'any 2004 a Grevenbroich, Alemanya.

## Premis Plus X
- Plus X a la innovació
- Plus X a l'alta qualitat
- Plus X al disseny
- Plus X a la facilitat d'ús
- Plus X a la funcionalitat
- Plus X a l'ergonomia
- Plus X a l'ecologia

## Categories del premis Plus X
- Accessoris
- Automòbils
- Materials de la construcció
- Electrodomèstics domèstics
- Tecnologia elèctrica i multimèdia
- Elergia i enllumenat
- Família i infants
- Jardí i agricultura
- Salut i cura personal
- Calefacció i aire condicional
- Tecnologia de la informació
- Mobles
- Sanitaris
- Joguines i lleure
- Esports i salud
- Telecomunicacions
- Àudio i vídeo domèstics

## Altres premis similars
- IF product design award : és un premi de disseny internacional concedit a Alemanya.
- Red Dot Design Award : és un premi de disseny internacional concedit a Alemanya.
- DME award : és un premi europeu a la gestió del disseny.
- A' Design Award : és un premi mundial de disseny per a arquitectes, artistes i disseny en general.
- Good Design Award (Japó) : és un premi de disseny industrial organitzat anualment per l'institut japonès de la promoció al disseny.
- Good Design Award (Chicago) : és un premi de disseny industrial organitzat anualment pel museu d'arquitectura i disseny de Chicago.
- Premis delta FAD : és un premi de disseny organitzat anualment pel FAD Barcelona.
- Edison Awards: és un premi a la innovació de productes i serveis.